# Quy Nhơn
Quy Nhơn (autrefois Quinhon) est une ville portuaire du centre du Viêt Nam, dans la province de Bình Định, région de la Côte centrale du Sud.

## Histoire
Aux XIe – XIIIe siècle des inscriptions cham et khmères font état de Vijaya, qui est considérée par les historiens comme devant correspondre à Quy Nhơn, bien bien qu'aucun document ne permette d'en être sûr. Vijaya, capitale de l'État du même nom a perduré jusqu'à la guerre Cham-Vietnam de 1471 (en) à côté d'autres petits royaumes du Champā, comme Panduranga (aujourd'hui Phan Rang) et Kauthara (aujourd'hui Nha Trang). Ses sept tours actuellement visibles en font un lieu architecturalement différent des autres sites de cette période, situés plus au Nord. L'usage qui est fait d'éléments en grès, bien plus qu'ailleurs, les rapprocherait de l'architecture khmère, bien que leurs formes architecturales s'en écartent nettement.

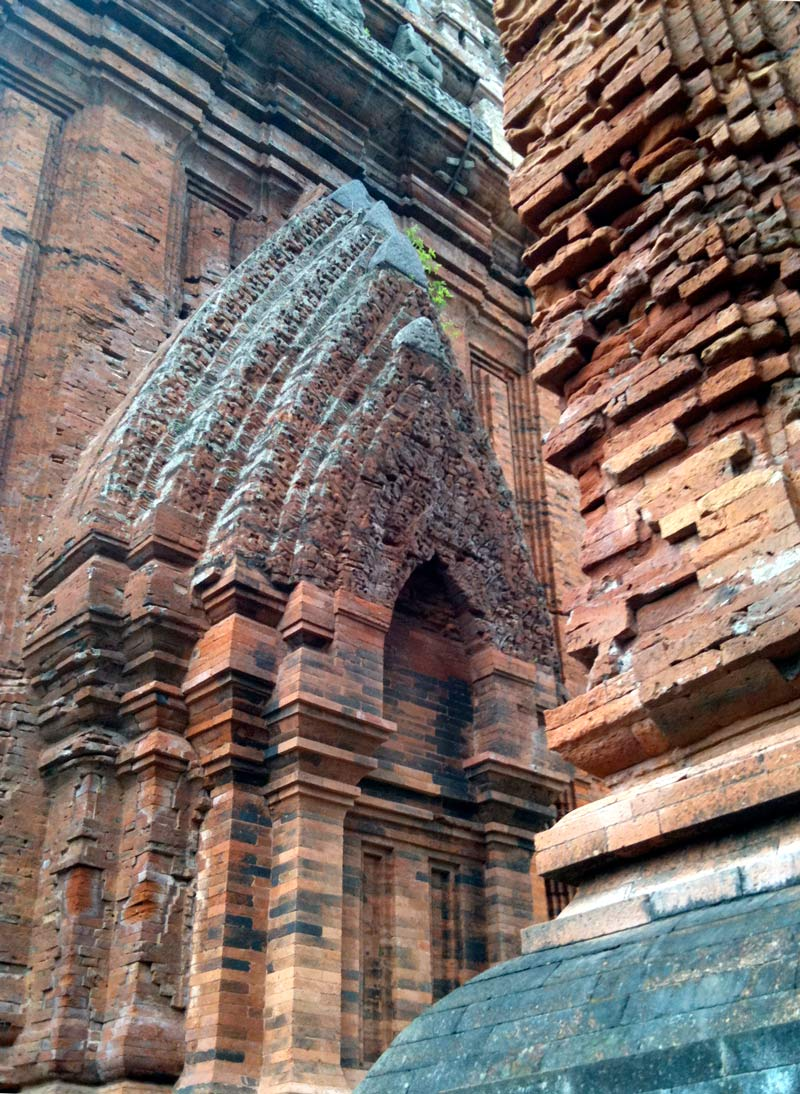
Détail d'une tour de Quy Nhơn, Thap-Doi.
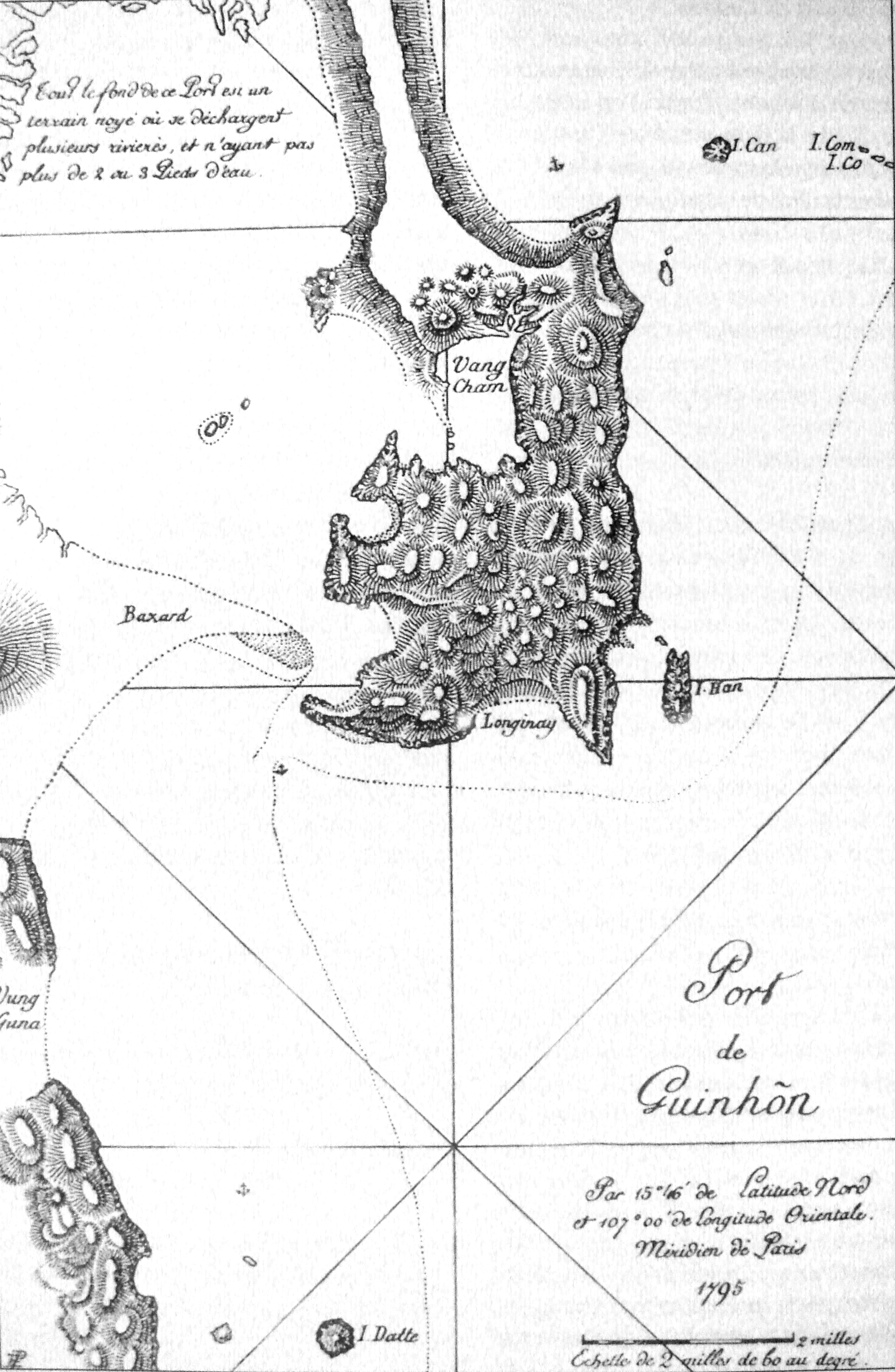
Le port de Quy Nhơn en 1795.

La ville de Quy Nhơn a été officiellement fondée à la fin du XVIIIe siècle, sous la dynastie Tây Sơn. Le port de Thi Naj, dans les années 1620, accueillit des jésuites portugais qui nommèrent cette ville Pulo Cambi.
La ville est connue pour être le lieu de naissance au XVIIIe siècle de l’empereur vietnamien Nguyễn Huệ et plus récemment l’emplacement d’une grande base américaine durant la guerre du Vietnam. Aujourd’hui la ville jouit d’un important développement économique comme les deux autres grandes villes côtières du centre-sud Vietnam Đà Nẵng et Nha Trang.

## Transports

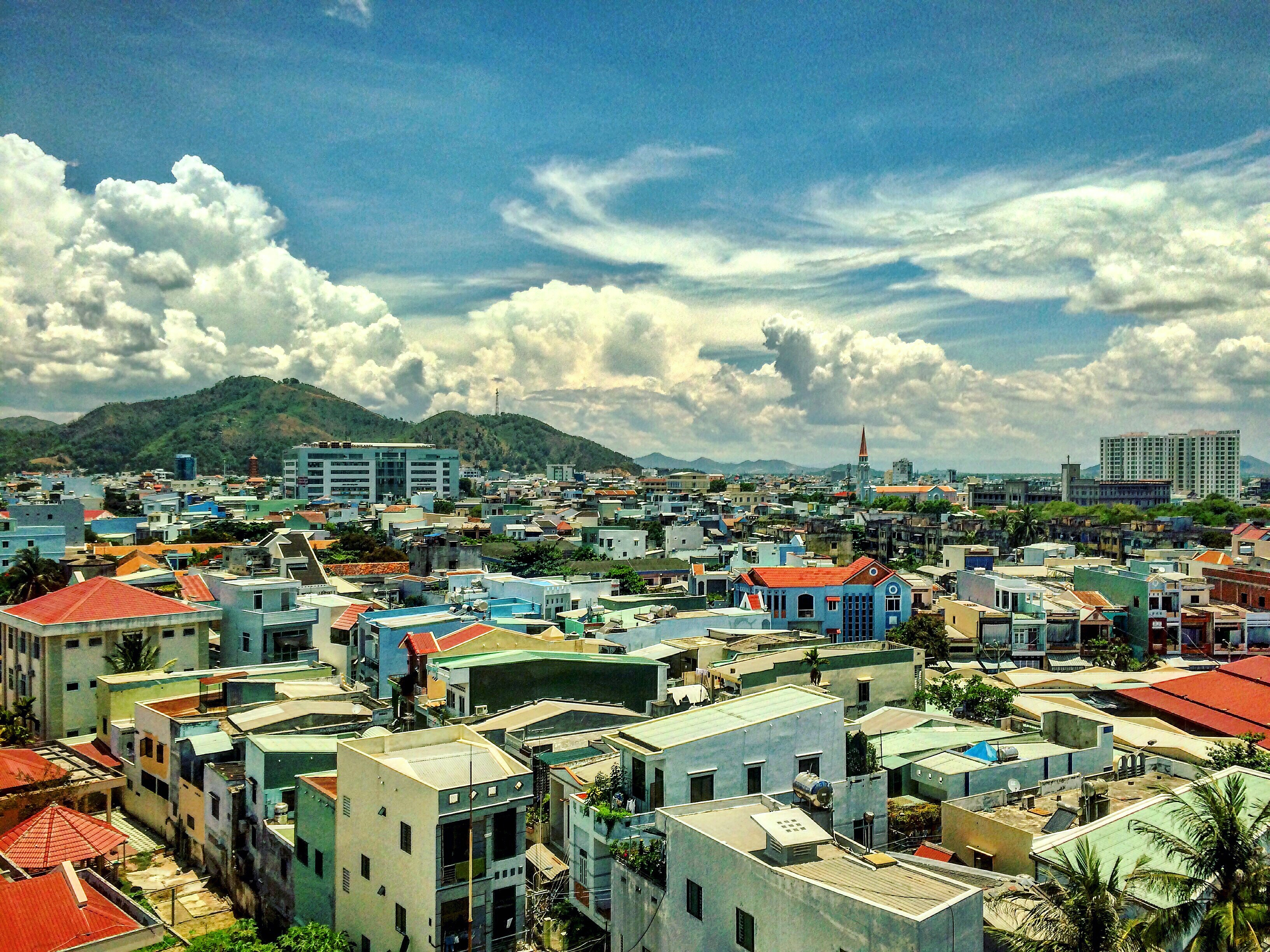
Vue de Quy Nhon.

L’aéroport le plus proche est celui de Phù Cát. Plusieurs vols quotidiens relient l’aéroport d’Hô Chi Minh-Ville et Hanoï. Vietnam Airlines et Viet Jet se partagent l’aéroport.
La route nationale QL1A qui relie Hô Chi Minh-Ville à Hanoï passe par Quy Nhơn mais la vitesse est limitée à 60 km/h à cause de son mauvais état.
Le port de Quy Nhơn possède un accès profond pour les cargos. Quy Nhơn concentre 70 % des fabricants de meubles du Vietnam dont la production est chargée au port de Quy Nhơn vers Hô Chi Minh-Ville ou Hanoï en conteneurs sur des navires de charge.

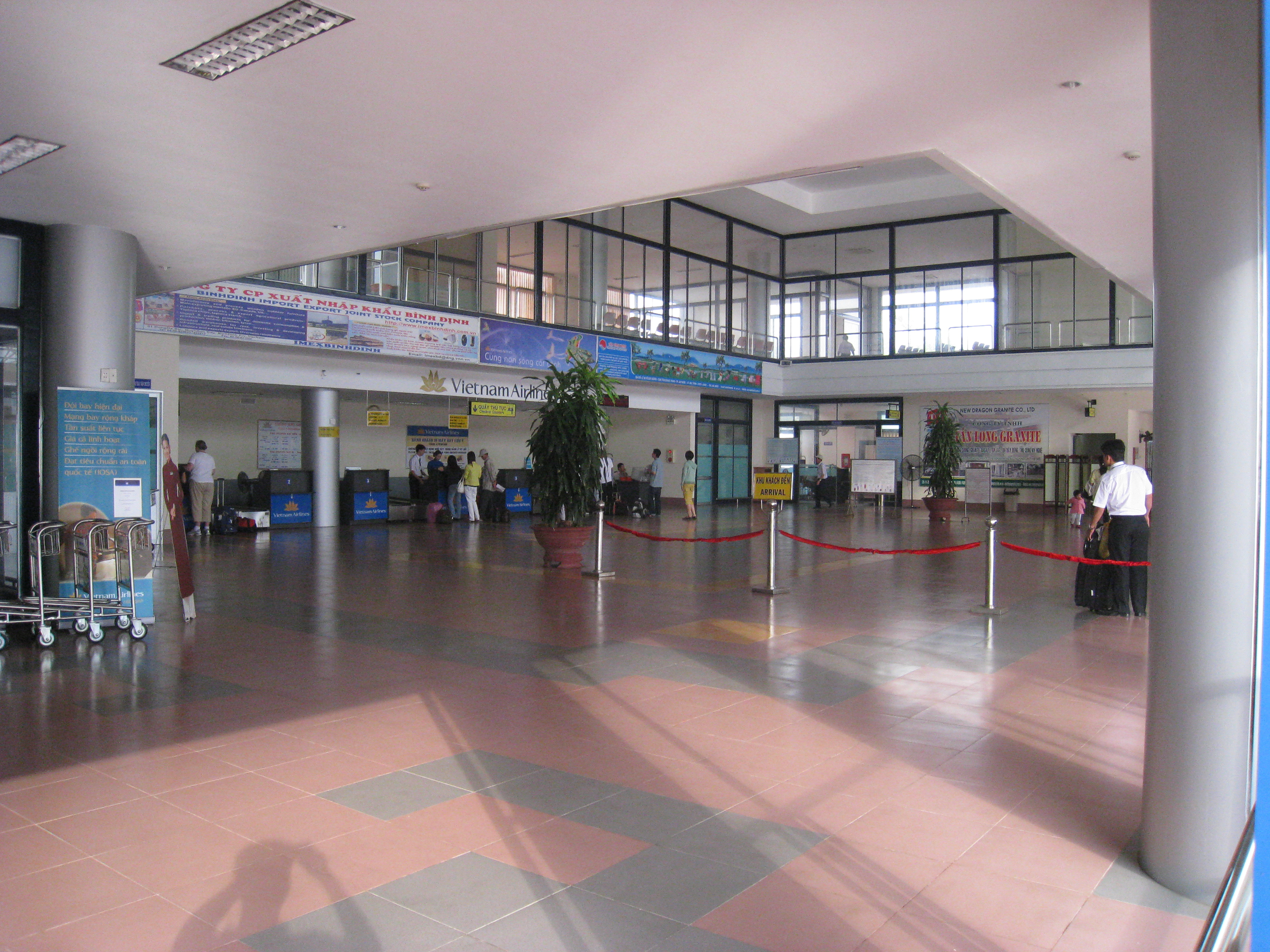
Comptoirs d'enregistrement de l'aéroport de Phù Cát.
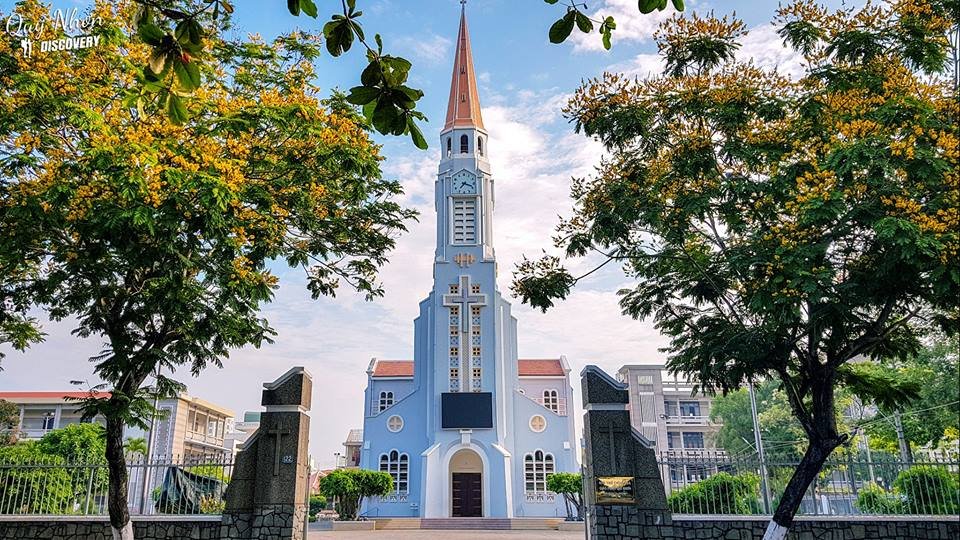
La cathédrale de Quy Nhon.

## Religion
- La ville est le siège du diocèse de Quy Nhon avec la cathédrale de l’Assomption, construite à l’époque des missionnaires français des Missions étrangères de Paris.

## Personnalités
- Camille Paris a été inhumé à Qu'y Nhon le 25 janvier 1908
- Bernard Huet, né en 1932 à Quy Nhon, architecte français.
- Xavier Le Pichon, né en 1937 à Quy Nhon, géophysicien français.
- Ève-Mary Thaï Thi Lac, né à Quy Nhơn, femme politique québécoise.
- L'évèque Pigneau de Béhaine y meurt, en 1799, lors du siège de la ville[2].

### Article lié
- Bình Định FC